# Josceline (Vorname)
Josceline ist ein weiblicher und männlicher Vorname.

## Herkunft und Bedeutung
Der weibliche Name ist eine (im Englischen selten verwendete) Variante von Jocelyn.
Varianten sind Jocelyn, Joselyn, Joslyn, Jocelin Joss und Josslyn.

## Bekannte Namensträger
- Josceline Percy (1644–1670), englischer Adliger, siehe Joceline Percy, 11. Earl of Northumberland
- Josceline Percy (Admiral) (1784–1856), britischer Konteradmiral und Politiker